# Cantó de Vitry-en-Artois
El cantó de Vitry-en-Artois és un cantó francès del departament del Pas de Calais, situat al districte d'Arràs. Té 28 municipis i el cap és Vitry-en-Artois.

## Municipis
- Bellonne
- Biache-Saint-Vaast
- Boiry-Notre-Dame
- Brebières
- Cagnicourt
- Corbehem
- Dury
- Étaing
- Éterpigny
- Fresnes-lès-Montauban
- Gouy-sous-Bellonne
- Hamblain-les-Prés
- Haucourt
- Hendecourt-lès-Cagnicourt
- Monchy-le-Preux
- Noyelles-sous-Bellonne
- Pelves
- Plouvain
- Récourt
- Rémy
- Riencourt-lès-Cagnicourt
- Rœux
- Sailly-en-Ostrevent
- Saudemont
- Tortequesne
- Villers-lès-Cagnicourt
- Vis-en-Artois
- Vitry-en-Artois

## Història
| Data d'elecció                           | Identitat        | Partit | Qualitat |
| ---------------------------------------- | ---------------- | ------ | -------- |
| 1945-1967                                | Maurice Grossemy | SFIO   |          |
| 1967-1979                                | Louis Stienne    | PCF    |          |
| 1979-                                    | Martial Stienne  | PCF    |          |
| les dades anteriors no són pas conegudes |                  |        |          |
|                                          |                  |        |          |

## Demografia
| A partir de 1990: Població sense dobles comptes |